# Когерентность (лингвистика)
Когере́нтность (от лат. cohaerens — «находящийся в связи») — в лингвистике целостность текста, заключающаяся в логико-семантической, грамматической и стилистической соотнесённости и взаимозависимости составляющих его элементов (слов, предложений и т. д.); одна из определяющих характеристик текста/дискурса и одно из необходимых условий текстуальности. Одно из основных понятий теории лингвистики текста. В российской лингвистике, помимо термина «когерентность», используются также термины «целостность», «цельность», «интеграция» (текста). Когерентность называют также содержательной связностью текста.
Когерентность делает текст семантически значимым. Она достигается с помощью синтаксических средств, таких как дейктические, анафорические и катафорические приёмы, благодаря наличию логически значимой структуры, а также с помощью пресуппозиции и логических следствий, отсылающих к общеизвестным знаниям (фоновым знаниям). Термин «когерентность» применяется при анализе дискурса, при интерпретации глубинных смыслов текста и авторского замысла.

## Когерентность и когезия
Исключительно лингвистические элементы, обеспечивающие когерентность текста, в своей совокупности обозначаются термином «когезия текста» — его связность. Однако эти лингвистические средства не обязательно позволяют достичь когерентности текста. Они не всегда способствуют осмысленности дискурса. Текст является целостным — когерентным — только в том случае, если в нём целостно использованы фоновые знания. Когезия обеспечивает внутреннюю лексико-грамматическую связанность текста, при которой интерпретация одних элементов текста зависит от других, что позволяет адресанту реализовать свою коммуникативную цель с наибольшей точностью и ясностью. Когерентность организует части дискурса так, что авторский замысел становится понятен адресату, реализует уместность дискурса. Когерентность означает понятийно-смысловую целостность текста, когезия — использование определённых языковых единиц, форм и эксплицитных коннекторов. Согласно Т. В. Милевской, когезия — свойство элементов текста, когерентность — свойство текста в целом. Когезия — внутренняя (структурная) связность, когерентность — внешняя (прагматическая) связанность. Когезия вторична по отношению к когерентности, поскольку последняя может внешне формально не проявляться, но определяет выбор языковых средств, реализующих замысел автора. Согласно М. Л. Макарову, когерентность шире когезии: когезия является формально-грамматической связностью дискурса, в то время как когерентность охватывает также семантико-прагматические (в том числе тематические и функциональные) аспекты смысловой и деятельной (интерактивной) связности дискурса, как локальной, так и глобальной.
На ранних этапах становления лингвистической теории текста имелась тенденция понимать когезию как средство формальной внутритекстовой связи. В процессе развития лингвистики текста когезию стали понимать значительно шире. Принимаются во внимание и её текстообразующие потенции в области формирования не только структурной, но и смысловой (содержательной) целостности речевого произведения. Ряд исследователей считает, что когезия, средства которой определяются когерентностью, то есть глобальной связностью текста, шире когерентности, так как она охватывает как формально-грамматические аспекты связи высказываний, так и семантико-прагматические, функциональные аспекты смысловой и деятельной связности дискурса, которые обеспечивают линейность информации. Как когезия, так и когерентность обеспечивают целостность и единство дискурса. Вместе средства когезии и когерентности, включающие логические, грамматические, лексические, стилистические, образные и другие средства, создают связный и понятный текст, реализующий определённый коммуникативный замысел. Когезия и когерентность представляют собой разные аспекты связности текста и могут рассматриваться как разные уровни функционирования одного и того же текстового феномена. Определение текста как лингвистической единицы с основными категориями связность и цельность в современной лингвистике считается уже недостаточным. Учёные приходят к пониманию текста как продукта познавательно-коммуникативной деятельности.

## Целостность сознания
Р. Де Боугранд и В. Дресслер определяют когерентность как «целостность сознания» и «взаимный доступ (взаимосвязь) и релевантность в конфигурации понятий и связей». Реальность, создаваемая в тексте, может не соответствовать реальному миру, но и в текстовой реальности идеи должны быть связаны логически, чтобы читатель или слушатель могли воспроизвести в своём сознании целостность этой реальности.
Определение когерентности текста как «целостности сознания» предполагает связь между ней и схемами в теории схем, популяризированной в 1932 году Ф. Бартлеттом, которая расширяет понятие «текст». Схемы, согласно этой теории, представляют собой структурированные абстрактные блоки информации, пути построения модели реального мира в нашем сознании, ментальные структуры, в рамках которых выстраивается информация о внешнем мире. Текст не всегда является таковым в полном смысле слова, поскольку не каждый текст обладает когерентностью. Напротив, когерентность текста релевантна благодаря своей зависимости от схем каждого отдельного индивидуума.